# I Think I'm In Love With You
«I Think I'm In Love With You» —en español: «Creo que estoy enamorada de ti)»— es una canción dance-pop interpretada por la cantante estadounidense Jessica Simpson e incluida, originalmente, en su álbum debut, Sweet Kisses. La canción escrita por Cory Rooney y Dan Shea, y producido por Rooney. Por su parte, su letra de temática adolescente, está centrada en un amor intenso, capaz de hacer perder la razón. De acuerdo a Billboard, «I Think I'm In Love With You» es el sexto sencillo más exitoso de toda la carrera de Jessica Simpson en la principal lista de Estados Unidos: la Billboard Hot 100. La canción fue grabada en Lobo Recording Studios, Deer Park, Long Island y Hit Factory, de Nueva York y mezclado por Mick Guzauski. Los coros fueron proporcionados por Jennifer Karr y Harrell Chevis. 
Durante el tercer cuatrimestre del año 2000, "I Think I'm In Love With You" fue lanzada por el sello Columbia Records como el tercer sencillo de Sweet Kisses. La canción tuvo gran aceptación por el público, logró obtener un éxito moderado, en los Estados Unidos, Europa y Oceanía. 
El video fue dirigido por el inglés Nigel Dick, quien también ha trabajado con artista de la talla de los Backstreet Boys (As Long As You Love Me), Oasis (Wonderwall) y Matchbox Twenty (Push). Comienza con Simpson y sus amigos reunión de un grupo de hombres descarga de muebles a partir de una furgoneta, antes de salir y ser seguido por los hombres a lo largo de la carretera a un parque de atracciones, donde ambos grupos se pasan el día juntos.
"I Think I'm In Love With You" es el primer sencillo de Simspon el cual no era balada, la canción es de ritmos juveniles como el Dance-pop y Teen pop. Existes una versión en español de esta canción titulada "Tal vez Es Amor", la cual fue grabada el álbum Divas En Español. También se incluye en el segundo volumen de la banda sonora de la serie de televisión Dawson's Creek de WB Television Network.

## Antecedentes
"I Think I'm in Love with You" fue escrita por los estadounidenses Cory Rooney, Dan Shea, John Mellencamp y producida por los primeros dos antes mencionados, para el primer álbum de estudio de la cantante, Sweet Kisses.
El tema fue grabado en Lobo Recording Studios, Deer Park, Long Island y Hit Factory, de Nueva York y mezclado por Mick Guzauski. Los coros fueron proporcionados por Jennifer Karr y Harrell Chevis. Esta canción es el primer sencillo de Simspon el cual no era balada. 
"I Think I'm in Love with You" es el tercer sencillo lanzado por Simpson en Norteamérica y el segundo a nivel internacional. El tema es una canción uptempo, de ritmo pop dance con un estilo pop adolescente de la época. La canción fue considerada por muchos críticos, muy pegadiza, agradable y canción veraniega.

## Video musical
El video fue dirigido por el inglés Nigel Dick, quien también ha trabajado con artista de la talla de los Backstreet Boys (As Long As You Love Me), Oasis (Wonderwall) y Matchbox Twenty (Push).
"I Think I'm in Love with You" fue el primero de los videos de Simpson en tener una trama sólida. El video comienza con Jessica y sus amigas, incluyendo a su hermana, Ashlee corriendo en un grupo de trabajadores de la fábrica de muebles agotado descarga de un camión. Los trabajadores agotados por su descarga, y en la necesidad de un poco de compañía femenina, de buen grado a Simpson y sus amigas baile de manera improvisada en la calle. Después de algunos bailes, las chicas deciden abandonar, y la noticia no es bien recibida por los hombres. Las chicas deciden dejar de todos modos, decepcionando a los trabajadores de la fábrica, que siguen a las niñas en su camión.
Como Simpson parece estar en un ambiente festivo, parece despreocupado por el acoso, y sigue cantando la canción con gafas de sol y sentado en una posición peligrosa en el coche de su amigo mientras conducen rápidamente en el Puente Vincent Thomas.
Después de una breve parada en el final de la autopista, Simpson y los otros llegan a su destino: el Pacific Park. Los trabajadores de la fábrica llegan al parque después de las chicas, y se les puede ver bailando con las chicas y disfrutando los paseos con ellos. Como el día lleva a cabo, es pronto tiempo para Simpson y sus amigas para salir, y una vez que abandonan a los trabajadores de la fábrica. Los trabajadores parecen un poco molesto por las chicas a alejar de ellas de nuevo, pero que no persiguen a las chicas más. El video también se corta entre las escenas de Simpson al frente de un corazón gigante, probablemente se correlacionan con el tema de la canción.
El vídeo de debut de TRL, su estreno mundial fue el 1 de junio de 2000, en el número 10. El video llegó al número 5 y se prolongó en la cuenta regresiva de 25 días, por lo que es su primer video con éxito en MTV TRL.

## Posicionamiento

### América del Norte
fue exitoso en las radios de América; en América Anglosajona, se convirtió en otro éxito de la cantante en las estaciones de radio. El sencillo ingresó en la posición número sesenta y tres al Billboard Hot 100 de los Estados Unidos la semana del 1 de julio de 2000. Debido en gran medida de la fuerza de su difusión radial del sencillo alcanzó #21 en su séptima semana y se mantuvo en esa posición durante 3 semanas. Su última aparición en la lsita fue el 14 de octubre de 2000 en el número 96. Se posicionó número cinco, respaldado con enormes niveles de airplay, y permaneció durante diciseis semanas en la lista musical tras ser retirada según los criterios de Billboard. Éste se convirtió en el segundo sencillo de la cantante, después de "I Wanna Love You Forever". Se posicionó No.5 en el Top 40 Mainstream durante 3 semanas consecutivas y en el n.º 17 en el Billboard Radio Songs; se convirtió en el tercer sencillo de Jessica Simpson que ingresa a Hot 100. 
En Canadá "I Think I'm In Love With You" fue el tercer sencillo de la cantante que ingresó a las listas musicales. Éste se posicionó número catorce y permaneció solo durante once semanas en la lista musical.

### Europa

I Think I'm In Love With You tuvo un éxito moderado en Australia y nueva Zelanda.

En Europa, al igual que "I Wanna Love You Forever" alcanzó un éxito isntantáneo en las listas musicales. El sencillo se posicionó número treinta y uno en el Hot 100 Singles Europeo, aunque permaneció solo durante diez semanas en la lista musical, una trayectoria corta comparada con la registrada por sus antecesores. En Alemania el sencillo ingresó en septiembre de 2000, se posicionó número sesenta y tres, durante dos semanas consecutivas. En el Reino Unido, "I Think I'm In Love With You", debutó en el #15 al instante el 15 de julio de 2000. El sencillo se mantuvo en las lista solo siete semanas. En Bélgica, el sencillo debutó en el número #14 el 1 de julio de 2000, en su tercera semana el sencillo alcanzó #3 y se mantuvo en esa posición durante 4 semanas. En total, el sencillo se mantuvo en la lista durante 6 semanas. En Suiza, el único debutó en el #61 el 25 de junio de 2000 en su próxima semana ocupó el puesto #41. El sencillo se mantuvo en el gráfico de 12 semanas, su última semana de brujas el 17 de septiembre de 2000. En Suecia, que solo alcanzó el #47 y se mantuvo en el gráfico de 5 semanas. En Países Bajos, la canción debutó el 24 de junio de 2000 en #83 en su quinta semana ocupó el puesto #31. Permaneció en la tabla por 11 semanas.

### Oceanía
En Australia, "I Think I'm In Love With You" se convirtió en su segundo sencillo para llegar al top 10 en el gráfico ARIA, después de "I Wanna Love You Forever", que alcanzó el #9. El único debutó el 25 de junio de 2000, en el #30 y en la semana siguiente entró en el top 20. En su quinta semana, el sencillo alcanzó #10. Permaneció en la tabla por 15 semanas. La canción fue certificado de oro por la venta de 35.000 copias.

## Versión en español
«Tal vez Es Amor» es la versión en el idioma español de "I Think I'm In Love With You", la canción fue graba para el álbum "Divas En Español", el cual cuenta con la participación de estrellas de la talla de Celine Dion, Mariah Carey, Gloria Estefan, y Jennifer Lopez. Manuel Benito fue el encargado de llevar al español esta canción.

## Presentaciones
«I Think I'm In Love With You» ha sido incluida en los repertorios de diez tours de Jessica Simpson, los que corresponden a todos los tours que la cantante ha realizado desde el lanzamiento de la canción como sencillo. Dichos tours son:
- Heat It Up Tour
- DreamChaser Tour
- MTV TRL Tour
- Reality Tour
- Bob That Head Tour

## Nominaciones
| Año  | Ceremonia             | Categoría              | Resultado |
| ---- | --------------------- | ---------------------- | --------- |
| 2000 | Teen Choice Awards    | Mejor Artista Femenino | Nominada  |
| 2001 | American Music Awards | Nuevo Artista Pop      | Nominada  |

## Créditos
Personas
| * Escritores;– Cory Rooney, Dan Shea, John Mellencamp. - Producción;– Cory Rooney, Dan Shea. - Voz principal;- Jessica Simpson. - Traductor;- Manuel Benito |

## Canciones
US Single Promo 
- 1 «I Think I'm In Love With You» 3:35

Maxi-CD 
1. «I Think I'm In Love With You» [Radio Versión] - 3:40
2. «I Think I'm In Love With You» [Peter Rauhofer Club Mix] - 9:22
3. «I Think I'm In Love With You» [Peter Rauhofer Dub Mix] - 5:56
4. «I Think I'm In Love With You» [Lenny B's Club Mix] - 9:41
5. «I Think I'm In Love With You» [Soda Club Funk Mix] - 7:29

Europe CD-Single
1. «I Think I'm In Love With You» [Álbum Versión]
2. «I Wanna Love You Forever» [Soda Club Radio mix]
3. «Where You Are» (Featuring Nick lachey) [Lenny B's Radio Mix]

Uk CD-Single Pt. 1
1. «I Think I'm In Love With You»
2. «I Think I'm In Love With You» [Soda Club Funk Mix]
3. «I Think I'm In Love With You» [Music Video]

Uk CD-Single Pt. 2
1. «I Think I'm In Love With You»
2. «I Think I'm In» Love With You [Lenny B's Radio Mix]
3. «Where You Are» (Featuring Nick lachey) [Music Video]

Australian CD-Single
1. «I Think I'm in Love With You» [Radio Versión]
2. «I Think I'm in Love With You» [Álbum Versión]
3. «You Don't Know What Love Is»
4. «I Wanna Love You Forever» [Soul Solution Remix Radio Edit]

Japan CD-Single
1. «I Think I'm in Love With You» [Radio Versión]
2. «I Wanna Love You Forever» [Soul Solution Remix Radio Edit]

## Rankings de canciones y sencillos

### Semanales
| País              | Ranking                         | Primera semana | Posición de ingreso | Mejor posición | Semanas en la mejor posición | Semanas en el ranking | Última semana |
| ----------------- | ------------------------------- | -------------- | ------------------- | -------------- | ---------------------------- | --------------------- | ------------- |
| América           |                                 |                |                     |                |                              |                       |               |
| Canadá            | Canadian Singles Chart          | —              | —                   | 14             | —                            | —                     | —             |
| Estados Unidos    | Billboard Hot 100               | 01-07-2000     | 63                  | 21             | 3                            | 16                    | 14-10-2000    |
| Estados Unidos    | Billboard Pop Songs             | 01-07-2000     | —                   | 5              | —                            | 44                    | —             |
| Estados Unidos    | Billboard Radio Songs           | 01-07-2000     | —                   | 17             | —                            | 26                    | —             |
| Estados Unidos    | Billboard Dance/Club Play Songs | 16-09-2000     | —                   | 31             | —                            | 7                     | —             |
| Europa            |                                 |                |                     |                |                              |                       |               |
| Alemania          | Top 100 Singles                 | —              | —                   | 39             | —                            | —                     | —             |
| Austria           | Top 75 Singles                  | —              | —                   | 22             | —                            | —                     | —             |
| Bélgica (Flandes) | Top 50 Singles                  | 01-07-2000     | 8                   | 5              | 1                            | 3                     | 15-07-2000    |
| Bélgica (Valonia) | Top 50 Singles                  | 01-07-2000     | —                   | 3              | —                            | 6                     | 12-08-2000    |
| Irlanda           | Top 50 Singles                  | 06-07-2000     | 24                  | 24             | 1                            | 5                     | 10-08-2000    |
| Países Bajos      | Top 100 Singles                 | 15-07-2000     | 37                  | 24             | 1                            | 6                     | 17-08-2000    |
| Reino Unido       | Top 75 Singles                  | —              | —                   | 15             | —                            | —                     | —             |
| Suiza             | Top 60 Singles                  | 25-06-2000     | 61                  | 41             | 1                            | 12                    | 17-09-2000    |
| Suecia            | Top 100 Singles                 | —              | —                   | 47             | —                            | —                     | —             |
| Oceanía           |                                 |                |                     |                |                              |                       |               |
| Australia         | Top 50 Singles                  | 25-06-2000     | 30                  | 10             | 1                            | 15                    | 01-10-2000    |
| Nueva Zelanda     | Top 50 Singles                  | 06-08-2000     | 33                  | 20             | 2                            | 10                    | 08-10-2000    |